# 伦纳德·格雷
伦纳德·厄尔·格雷（英語：Leonard Earl Gray，1951年12月19日—2006年6月13日），美国NBA联盟前职业篮球运动员。他在1974年的NBA选秀中第2轮第26顺位被西雅图超音速选中。